# Bob Mansfield
Bob Mansfield (* um 1959) ist ein US-amerikanischer Computeringenieur bei Apple.

## Leben
Mansfield studierte Elektrotechnik an der University of Texas at Austin mit dem Bachelor-Abschluss 1982. Er war Senior Director bei Silicon Graphics und dort für verschiedene Mikroprozessorentwürfe verantwortlich und Vizepräsident für Ingenieurwesen bei Raycer Graphics, die 1999 von Apple übernommen wurden. Er leitete bei Apple wichtige Hardware-Projekte als Senior Vice President für die Mac-Hardware. Unter anderem führte er neue Mac-Produkte ein (MacBook Air, diverse iMac) und managte den Ausstieg aus der eigenen Prozessorentwicklung für den Mac, was man ab 2005 Intel überließ. Er stieg zum Senior Vice President für Hardware Engineering auf.
2012 kündigte er seinen Rückzug von Apple an, wurde dann aber von Tim Cook zurückgeholt als Vizepräsident für Technologie (und erhielt dafür Aktienoptionen von rund 85 Millionen Dollar). Die Gründe für den Richtungswechsel wurden nie offiziell bekannt, aber nach Bloomberg Business Week gab es betriebsintern Streit um die Eignung von Dan Riccio (der die iPad-Hardware-Entwicklung geleitet hatte) als Nachfolger von Mansfield, der bei Apple sehr beliebt war. 2013 wurde er überraschend aus der Geschäftsleitung von Apple entlassen.  Er übernahm danach nach Angaben von Apple Sonderprojekte, wobei über Apple Watch oder Smartes Fernsehen spekuliert wurde.